# Consejo Central Palestino
El Consejo Central Palestino (CCP), también conocido como Consejo Central de la OLP, es una de las instituciones de la Organización para la Liberación de Palestina (OLP). El CCP adopta decisiones políticas cuando el Consejo Nacional Palestino (CNP) no está en funcionamiento. El CCP actúa como un nexo entre el CNP y el Comité Ejecutivo de la OLP. Al CCP lo elige el CNP tras las nominaciones realizadas por la Ejecutiva de la OLP, y presidida por el presidente de CNP.

## Miembros
El número de miembros del Consejo ha ido aumentando desde los 42 (1976), pasando por 55 (1977), 72 (1984), 107 (a comienzos de los noventa), 95 (a mediados de los noventa) hasta los 124 (1996). A fecha de abril de 1996, el CCP constaba de 124 miembros del Comité Ejecutivo de la OLP, el CNP, el CLP y otras organizaciones palestinas.

## Historia
El 5 de enero de 2013 se anunció que la OLP había delegado las tareas de gobierno de la Autoridad Nacional Palestina y del parlamento al Consejo Central Palestino.